# Regering-Schollaert
De regering-Schollaert (9 januari 1908 – 17 juni 1911) was een Belgische katholieke regering. Ze volgde de regering-De Trooz op en werd opgevolgd door de regering-De Broqueville I. Het was de ambitie van Frans Schollaert om twee wetten in te voeren die zijn regering zouden kenmerken: de schoolwet en de militaire wet, waardoor de dienstplicht werd ingevoerd. Deze regering slaagde erin, na verschillende mislukte pogingen onder vorige regeringen, om de Onafhankelijke Congostaat van koning Leopold II over te nemen en er een nieuwe Belgische kolonie van te maken.

## Verloop

### Invoering dienstplicht
De kwestie van de dienstplicht werd in de jaren 1900 steeds belangrijker. Op 21 maart 1902 werd namelijk een militair wetsvoorstel tot invoering van de vrijwillige dienst goedgekeurd, waardoor de oorlogsmacht van 130.000 naar 187.000 man werd gebracht. Maar deze wet uit 1902 riep echter vragen op. Het was pas vanaf 24 november 1908 dat de discussie van deze militaire kwestie echt begon. Parlementslid Georges Snoy en premier Frans Schollaert ondervroegen minister van Oorlog Joseph Hellebaut over deze wet. Hieruit bleek dat de inspanning van België niet voldoende was: er waren niet genoeg mannen in het leger. Koning Leopold II was ervan overtuigd dat het systeem niet werkte en wilde de dienstplicht laten invoeren.
De kwestie van de invoering van de dienstplicht werd vanaf dan steeds belangrijker. Voor Leopold II was het antwoord positief: de dienstplicht is noodzakelijk. Hij probeerde daarom François Schollaert te overtuigen om een maatregel te nemen tot invoering van de dienstplicht. De premier aarzelde echter. Hij wilde een zachtaardiger compromis: het principe van dienstplicht van één man per gezin. Hierdoor zou elk gezin een zoon moeten geven aan het leger, zodat hij zijn militaire dienstplicht kan vervullen en indien nodig kan dienen. 
Het wetsvoorstel werd op 8 juli 1909 ingediend, maar het ontwerp zorgde voor veel kritiek en er werd een nieuw compromis voorgesteld door liberaal parlementslid Paul Hymans. Hij stelde voor om de beginselen van loting en vervanging, de vrijstelling van de geestelijkheid en een diensttijd van 15 maanden af te schaffen. Dit project werd gesteund door enkele vertegenwoordigers van de Jeune Droite binnen de katholieke rechterzijde. Vanaf 17 november 1909 werd het gewijzigde ontwerp artikel per artikel in stemming gebracht, terwijl de stemming over het gehele ontwerp op 1 december 1909 met 100 stemmen voor en 58 stemmen tegen viel. De Senaat keurde het ontwerp goed op 14 december en de koning ondertekende het nog dezelfde dag.

### Overname van Congo
De Onafhankelijke Congostaat, was privébezit van koning Leopold II. Het parlement hield slechts toezicht op het project van de koning, die beschouwd werd als de grote bouwer van Congo. De parlementariërs konden echter niet begrijpen waarom de koning zoveel tijd en werk besteedde aan de verbetering van de stadsplanning en de stedelijke agglomeratie om het land te verlichten. Bovendien hadden de grote internationale mogendheden een slecht beeld van de ontwikkeling van de staat Congo. Ze hadden dan ook gewezen op de misdaden die Leopold II had begaan tegen de Congolezen.
Naar aanleiding van deze opmerkingen besloot de koning advocaat-generaal bij het Hof van Cassatie Edmond Janssens naar Congo te sturen om de situatie te onderzoeken. De parlementariërs vonden dit echter onvoldoende. Premier Paul de Smet de Naeyer voelde zich niet in staat om het geschil tussen de koning en het parlement op te lossen en nam ontslag. Het was uiteindelijk premier Jules de Trooz, opvolger van Paul de Smet de Naeyer, die aan het parlement zijn bereidheid aankondigde om Congo over te nemen door middel van een verdrag. Maar door zijn dood kon hij deze wens niet doorzetten. Vervolgens besloot Frans Schollaert, die hem in 1908 opvolgde, het ontwerpverdrag van Jules de Trooz naar het parlement te brengen.
De zaak Congo werd vervolgens geregeld na de instemming van de Kamerleden en senatoren op 20 augustus 1908 en van koning Leopold II op 18 oktober. Het was door het winnen van het vertrouwen van de oude vorst en de steun van de Kamers dat Frans Schollaert dit verdrag, dat van Congo-Vrijstaat een Belgische kolonie, had gemaakt, erdoor heeft gedrukt. Het verdrag werd uiteindelijk door de kamers gestemd met 83 stemmen voor, 54 tegen en 9 onthoudingen. Op 15 november 1908 werd Congo dus een Belgische kolonie.

### Val en ontslag
Koning Leopold II deelde dezelfde ideeën als zijn premier, maar op 17 december 1909 overleed de koning. Zijn neef Albert I kwam zes dagen later op de troon. Hij was, in tegenstelling tot zijn oom, niet akkoord met alle projecten die door de regering-Schollaert werden voorgesteld, zoals de wet op de scholen.
Bovendien daalde het aantal zetels van de Katholieke Partij in het parlement. Hierdoor rekende de premier op de liberalen en de socialisten om de nodige stemmen te krijgen voor de goedkeuring van de schoolwet. Hij hoopte de steun van heel rechts te krijgen, wat echter niet het geval was. Dit leidde tot een onbalans in de overheid. Destijds maakte Charles Woeste van de gelegenheid gebruik om de regering en haar idee van 'schoolbonnen' in diskrediet te brengen.
De koning trok zijn vertrouwen in de premier in, nadat hij het vertrouwen van het parlement had verloren. Hierdoor werd Frans Schollaert verplicht om af te treden, wat hij op 17 juni 1911 deed.

## Samenstelling
De regering-Schollaert telde aanvankelijk negen ministers.
| Ambtsbekleder                                            | Ambtsbekleder                      | Ambtsbekleder                      | Functie                                       | Termijn                          | Partij            |
| -------------------------------------------------------- | ---------------------------------- | ---------------------------------- | --------------------------------------------- | -------------------------------- | ----------------- |
|                                                          |                                    | Frans Schollaert (1851-1917)       | Minister Binnenlandse Zaken                   | 9 januari 1908 - 30 oktober 1908 | Katholieke Partij |
| Minister Binnenlandse Zaken en Landbouw                  | 30 oktober 1908 - 5 augustus 1910  | Frans Schollaert (1851-1917)       |                                               |                                  | Katholieke Partij |
| Minister ad interim Binnenlandse Zaken                   | 5 augustus 1910 - 5 september 1910 | Frans Schollaert (1851-1917)       |                                               |                                  | Katholieke Partij |
| Minister Wetenschappen en Kunsten                        | 5 augustus 1910 - 17 juni 1911     | Frans Schollaert (1851-1917)       |                                               |                                  | Katholieke Partij |
|                                                          |                                    | Julien Davignon (1854-1916)        | Minister Buitenlandse Zaken                   | 9 januari 1908 - 17 juni 1911    | Katholieke Partij |
|                                                          |                                    | Joris Helleputte (1852-1925)       | Minister ad interim Landbouw                  | 9 januari 1908 - 30 oktober 1908 | Katholieke Partij |
| Minister Spoorwegen, Posterijen en Telegrafen            | 9 januari 1908 - 5 augustus 1910   | Joris Helleputte (1852-1925)       |                                               |                                  | Katholieke Partij |
| Minister Landbouw en Openbare Werken                     | 5 augustus 1910 - 17 juni 1911     | Joris Helleputte (1852-1925)       |                                               |                                  | Katholieke Partij |
| Minister ad interim Spoorwegen, Posterijen en Telegrafen | 5 augustus 1910 - 5 september 1910 | Joris Helleputte (1852-1925)       |                                               |                                  | Katholieke Partij |
|                                                          |                                    | Julien Liebaert (1848-1930)        | Minister Financiën                            | 9 januari 1908 - 17 juni 1911    | Katholieke Partij |
|                                                          |                                    | Joseph Hellebaut (1842-1924)       | Minister Oorlog                               | 9 januari 1908 - 17 juni 1911    | extraparlementair |
|                                                          |                                    | Armand Hubert (1857-1940)          | Minister Nijverheid en Arbeid                 | 9 januari 1908 - 17 juni 1911    | Katholieke Partij |
|                                                          |                                    | Jules Renkin (1862-1934)           | Minister Justitie                             | 9 januari 1908 - 30 oktober 1908 | Katholieke Partij |
| Minister Koloniën                                        | 30 oktober 1908 - 17 juni 1911     | Jules Renkin (1862-1934)           |                                               |                                  | Katholieke Partij |
|                                                          |                                    | Édouard Descamps (1847-1933)       | Minister Wetenschappen en Kunsten             | 9 januari 1908 - 5 augustus 1910 | Katholieke Partij |
|                                                          |                                    | Auguste Delbeke (1853-1921)        | Minister Openbare Werken                      | 9 januari 1908 - 5 augustus 1910 | Katholieke Partij |
|                                                          |                                    | Léon de Lantsheere (1862-1912)     | Minister Justitie                             | 30 oktober 1908 - 17 juni 1911   | Katholieke Partij |
|                                                          |                                    | Charles de Broqueville (1860-1940) | Minister Spoorwegen, Posterijen en Telegrafen | 5 september 1910 - 17 juni 1911  | Katholieke Partij |
|                                                          |                                    | Paul Berryer (1868-1936)           | Minister Binnenlandse Zaken                   | 5 september 1910 - 17 juni 1911  | Katholieke Partij |

### Herschikkingen
- Op 30 oktober 1908 wordt minister van Binnenlandse Zaken Frans Schollaert ook minister van Landbouw. Ook neemt minister van Justitie Jules Renkin ontslag en wordt minister van Koloniën. Renkin wordt opgevolgd door Léon de Lantsheere.
- Op 5 augustus 1910 nemen minister van Landbouw Frans Schollaert en minister van Openbare Werken Auguste Delbeke ontslag en worden beiden opgevolgd door Joris Helleputte. Ook neemt minister van Kunsten en Wetenschappen Edouard Descamps ontslag en wordt opgevolgd door Frans Schollaert.
- Op 5 september 1910 neemt minister van Binnenlandse Zaken Frans Schollaert ontslag en wordt opgevolgd door Paul Berryer. Ook neemt minister van Spoorwegen, Posterijen en Telegrafie Joris Helleputte ontslag en wordt opgevolgd door Charles de Broqueville.